# スーパーヒーロー (曲)
『スーパーヒーロー』は、私立恵比寿中学の9枚目のシングル（インディーズを含めると通算15枚目）である。2015年10月21日にSME Recordsから発売された。

## 概要
このシングルは、2015年8月22日に新潟県・国営越後丘陵公園で行われた野外ライブにて発表された。10月1日に「スーパーヒーロー」、10月5日に「ポンパラ ペコルナ パピヨッタ」のミュージックビデオが公式サイト上で公開され、10月21日に発売した。シングルは初回生産限定盤A、初回生産限定盤B、通常盤の3形態で発売された。
発売初週で6.9万枚を売り上げ、『ハイタテキ!』の累積売上6.3万枚(初動5.9万枚)を初週で上回り、自己最多売上をマークした。また本作で4作連続、通算5作目のトップ3入りを果たした。
このシングル以降、SMEレコーズから発売されるようになり、各メンバーカラーを強調した衣装を着用するようになった。

## 収録曲
（私立恵比寿中学：真山りか、安本彩花、廣田あいか、星名美怜、松野莉奈、柏木ひなた、小林歌穂、中山莉子）

### 初回生産限定盤A
1. スーパーヒーロー
作詞：YuReeNa、作曲：kzm、編曲：CHOKKAKU[2]
アルバム『穴空』（2016年）、ベストアルバム『「中卒」〜エビ中のイケイケベスト〜』（2016年）、ベストアルバム『中吉』（2022年）のCD1にも収録
2. ポンパラ ペコルナ パピヨッタ - 五五七二三二〇
作詞：田中直基、作曲・編曲：菅野よう子[4]
日清シスコ「ココナッツサブレ」キャンペーンソング
2015年10月5日にデジタル配信開始
アルバム『穴空』（2016年）にも収録
3. スーパーヒーロー (Less Vocal)
4. ポンパラ ペコルナ パピヨッタ (Less Vocal)

### 初回生産限定盤B
1. スーパーヒーロー
2. キラキラネスキラネス
作詞・作曲：後藤まりこ、編曲：オオルタイチ[2]
3. スーパーヒーロー (Less Vocal)
4. キラキラネスキラネス (Less Vocal)

### 通常盤
1. スーパーヒーロー
2. こりゃめでてぇな
作詞・作曲：さつき が てんこもり、編曲：colate[2]
3. スーパーヒーロー (Less Vocal)
4. こりゃめでてぇな (Less Vocal)

## リリース日一覧
| 地域 | リリース日     | レーベル    | 規格                 | カタログ番号                 |
| ---- | -------------- | ----------- | -------------------- | ---------------------------- |
| 日本 | 2015年10月21日 | SME Records | マキシシングル（CD） | SECL-1788（初回生産限定盤A） |
| 日本 | 2015年10月21日 | SME Records | マキシシングル（CD） | SECL-1789（初回生産限定盤B） |
| 日本 | 2015年10月21日 | SME Records | マキシシングル（CD） | SECL-1790（通常盤）          |

## 参加ミュージシャン
スーパーヒーロー
- ギター・プログラミング：CHOKKAKU
- ベース：種子田健
- ストリングス：今野均ストリングス

ポンパラ ペコルナ パピヨッタ
- ピアノ：菅野よう子
- ギター：今堀恒雄[4]
- ベース：KenKen[4]
- ドラム：青山英樹[4]
- コーラス：五五七二三二〇[4]
- ストリングス：室屋光一郎ストリングス
- シンセマニピュレーター：浦田恵司、坂元俊介

キラキラネスキラネス
- プログラミング：オオルタイチ

こりゃめでてぇな
- プログラミング：colate